# Melanonus zugmayeri
Melanonus zugmayeri is een straalvinnige vissensoort uit de familie van de Melanonidae. De wetenschappelijke naam van de soort werd in 1930 gepubliceerd door Norman.